# Blastobasis distinctella
Blastobasis distinctella é uma espécie de mariposa do gênero Blastobasis pertencente à família Coleophoridae.